# Freestyleskiën op de Olympische Winterspelen 1988
Freestyleskiën is een van de sporten die beoefend werden tijdens de Olympische Winterspelen 1988 in Calgary.
Het ging hierbij om een demonstratiesport. Er werden geen medailles toegekend.

## Heren

### Aerials
| rang | sporter(s)           | land | punten |
| ---- | -------------------- | ---- | ------ |
| 1    | Jean-Marc Rozon      | CAN  | 410.93 |
| 2    | Didier Méda          | FRA  | 380.76 |
| 3    | Lloyd Langlois       | CAN  | 377.97 |
| 4    | Kris Feddersen       | USA  | 376.24 |
| 5    | Jean-Marc Bacquin    | FRA  | 348.75 |
| 6    | Andreas Schönbächler | SUI  | 340.94 |
| 7    | Tor Skeie            | NOR  | 336.04 |
| 8    | Thomas Ueberall      | AUT  | 332.87 |

### Moguls
| rang | sporter(s)         | land | punten |
| ---- | ------------------ | ---- | ------ |
| 1    | Hakan Hansson      | SWE  | 39.56  |
| 2    | Hans Englesen Eide | NOR  | 39.36  |
| 3    | Edgar Grospiron    | FRA  | 37.71  |
| 4    | Pat Henry          | CAN  | 35.59  |
| 5    | Steve Desovich     | USA  | 35.15  |
| 6    | Lasse Fählen       | SWE  | 34.64  |
| 7    | Petsch Moser       | SUI  | 33.03  |
| 8    | Eric Laboureix     | FRA  | 32.64  |
| 9    | Peter Rotthier     | BEL  | 28.62  |

### Ballet
| rang | sporter(s)         | land | punten |
| ---- | ------------------ | ---- | ------ |
| 1    | Hermann Reitberger | FRG  | 46.60  |
| 2    | Lane Spina         | USA  | 45.60  |
| 3    | Rune Kristiansen   | NOR  | 44.00  |
| 4    | Richard Peirce     | CAN  | 43.39  |
| 5    | Georg Fuermeier    | FRG  | 43.29  |
| 6    | Bruce Bolesky      | USA  | 42.60  |
| 7    | Eric Laboureix     | FRA  | 42.29  |
| 8    | Roberto Franco     | ITA  | 41.39  |

## Dames

### Aerials
| rang | sporter(s)        | land | punten |
| ---- | ----------------- | ---- | ------ |
| 1    | Melanie Palenik   | USA  | 268.82 |
| 2    | Sonja Reichart    | FRG  | 267.02 |
| 3    | Carin Hernskog    | SWE  | 245.97 |
| 4    | Anna Fraser       | CAN  | 242.58 |
| 5    | Hiroko Fujii      | JPN  | 227.34 |
| 6    | Conny Kissling    | SUI  | 207.16 |
| 7    | Maria Quintana    | USA  | 203.88 |
| 8    | Cathérine Lombard | FRA  | 190.94 |

### Moguls
| rang | sporter(s)           | land | punten |
| ---- | -------------------- | ---- | ------ |
| 1    | Tatjana Mittermayer  | FRG  | 36.16  |
| 2    | Raphaëlle Monod      | FRA  | 34.90  |
| 3    | Conny Kissling       | SUI  | 34.07  |
| 4    | Stine Lise Hattestad | NOR  | 33.39  |
| 5    | Leelee Morrisson     | CAN  | 31.84  |
| 6    | Melanie Palenik      | USA  | 28.64  |

### Ballet
| rang | sporter(s)      | land | punten |
| ---- | --------------- | ---- | ------ |
| 1    | Christine Rossi | FRA  | 45.79  |
| 2    | Jan Bucher      | USA  | 44.00  |
| 3    | Conny Kissling  | SUI  | 43.20  |
| 4    | Lucie Barma     | CAN  | 40.79  |
| 5    | Martien Nouwen  | NED  | 36.39  |
| 6    | Melanie Palenik | USA  | 34.10  |